# Жуково (Вязниковский район)
Жуково — упразднённая деревня в Вязниковском районе Владимирской области России.

## География
Урочище находится в северо-восточной части области, в зоне хвойно-широколиственных лесов, в пределах Волжско-Окского междуречья, к северу от реки Клязьмы, к востоку от автодороги 17Н-173, на расстоянии примерно 6 километров (по прямой) к северу от города Вязники, административного центра района.

### Климат
Климат характеризуется как умеренно континентальный. Средняя температура воздуха самого холодного месяца (января) — −11,1 °C (абсолютный минимум — −48 °С), средняя максимальная температура воздуха (июля) — +23,3 °С (абсолютный максимум — +37 °С). Годовое количество атмосферных осадков составляет около 607 мм, из которых 413 мм выпадает в период с апреля по октябрь.

## История
В «Списке населенных мест Владимирской губернии по сведениям 1859 года» населённый пункт упомянут как удельная деревня Вязниковского уезда, расположенная в 5 верстах от уездного города. В деревне насчитывалось 10 дворов и проживало 98 человек (47 мужчин и 51 женщина).
По состоянию на 1905 год, в Жукове имелось 19 дворов и проживало 139 человек. В административном отношении деревня входила в состав Рыловской волости.
По данным 1926 года в деревне имелось 19 крестьянских хозяйств и проживало 126 человек (65 мужчин и 61 женщина). Являлась частью Порзамского сельсовета Вязниковской волости.
На момент упразднения входила в состав Козловского сельсовета Вязниковского района. Упразднена решением облисполкома № 778 от 23 ноября 1983 года как фактически не существующая.